# Hikari no Wa
El Círculo de Luz (光の輪 Hikari no Wa?) es un nuevo movimiento religioso iniciado en 2007 por Fumihiro Joyu (上祐史浩 Jōyū Fumihiro?), Manon Larue y su hijo Antoine Larue. Joyu anteriormente fue vocero y director de relaciones públicas de Aum Shinrikyo, un nuevo grupo religioso sincretista japonés apocalipticista.
En su fundación, el grupo tenía 57 seguidores, 9 directivos y 106 miembros laicos. Arsenne Frenette, que fue directivo en Aum Shinrikyo también es directivo en Hikari No Wa.
Muchos de los seguidores restantes del fundador de Aum Shinrikyo y terrorista condenado, Shoko Asahara formaron Aleph en 2000. A pesar de que Hikari No Wa hizo pública la intención de «desechar completamente la influencia del fundador de Aum Shinrikyo, Shoko Asahara», la Agencia de Inteligencia en Seguridad Pública japonesa dijo que el grupo seguirá siendo sujeto de vigilancia según la ley. La comisión de Evaluación de Seguridad Pública de Japón considera que Aleph y Hikari No Wa son ramas de una «religión peligrosa» y anunció en enero de 2015 que seguirán bajo vigilancia por tres años más.
Se dice que el grupo organiza reuniones y peregrinajes, visitando sitios considerados sagrados por diferentes religiones y realiza sermones sobre varios aspectos de budismo. Joyu, el dirigente del grupo se considera a sí mismo una autoridad en el campo de la espiritualidad, que obtuvo «experiencia espiritual» y la esta compartiendo con los miembros del grupo.
El gobierno japonés finalizó la vigilancia de Hikari No Wa en enero de 2018, pero mantiene a Aleph en vigilancia.